# Brian Rice
Brian Rice (Bellshill, 11 ottobre 1963) è un allenatore di calcio ed ex calciatore scozzese, di ruolo centrocampista.

## Palmarès

### Giocatore

#### Competizioni nazionali
- Coppa di Lega inglese: 2

Nottingham Forest: 1988-1989, 1989-1990
- Full Members Cup: 1

Nottingham Forest: 1988-1989